# Isis (cómic)
Isis es una superheroína que aparece en los cómics estadounidenses publicados por DC Comics, así como una diosa egipcia separada que también vive en el Universo DC. El personaje de superhéroe sigue el modelo del personaje principal de Los Secretos de Isis, un programa de televisión de acción en vivo protagonizado por Joanna Cameron que sirvió como la segunda mitad de The Shazam!/Isis Hour. El personaje de televisión, llamado Andrea Thomas, apareció en varias publicaciones de DC Comics de finales de la década de 1970.
Una encarnación posterior del personaje llamado Adrianna Tomaz se introdujo en el Universo DC en 2006 como una contraparte femenina del personaje Black Adam, una parte de Shazam! familia de personajes. El personaje de la diosa egipcia se ha representado en el cómic Wonder Woman.
La serie de televisión Smallville representó a Isis como una forma de supervillana adoptada por Lois Lane (interpretada por Erica Durance) cuando estaba poseída por el Amuleto de Isis, mientras que Adrianna Tomaz apareció más tarde en el episodio, interpretada por Erica Cerra. La serie de televisión del Arrowverso Legends of Tomorrow presentó una nueva encarnación del personaje, llamada Zari Tomaz, interpretada por Tala Ashe. Esta versión fue retratada como una hacker bromista del futuro con poderes eólicos derivados de un amuleto y sin nombre en clave de superhéroe. Después de la cuarta temporada, se presentó otra versión de Zari Tarazi como influenciadora de las redes sociales con la misma actriz interpretándola. La versión de Adrianna Tomaz del personaje apareció en la película de DC Extended Universe Black Adam (2022), interpretada por Sarah Shahi.

## Biografía ficticia

### Andrea Thomas y la serie de televisión de los sábados por la mañana
Como el personaje principal de la primera mitad del programa, Capitán Marvel, Isis tenía raíces en la mitología del Antiguo Egipto. La serie de televisión Los Secretos de Isis protagonizada por Joanna Cameron como Andrea Thomas, una profesora de ciencias de secundaria que adquiere la capacidad de invocar los poderes de la diosa Isis después de encontrar un amuleto egipcio durante una excavación arqueológica en Egipto, como se revela durante la secuencia del título de apertura del programa. Se produjeron quince episodios de Los secretos de Isis para The Shazam! Isis Hour, y el personaje también apareció en tres episodios de la parte Shazam! del programa. A "Los secretos de Isis" se le otorgó su propia franja horaria en 1977, para la cual se emitieron siete nuevos episodios junto con reposiciones de las dos primeras temporadas.
Isis apareció más tarde en forma animada en el programa Tarzán y Super 7 de Filmation en 1980, como parte de un segmento llamado The Freedom Force. ¡Más tarde apareció como invitada en The Kid Super Power Hour con Shazam!'s "Hero High", aunque Cameron no expresó el personaje.

#### Poderes y habilidades
Isis demostró numerosos poderes que se manifestaron cuando surgió la necesidad. Estos incluían vuelo, supervelocidad, superfuerza (a un nivel comparable al de Superman y Wonder Woman), telequinesis (la capacidad de mover y levitar objetos), geoquinesis (la capacidad de controlar elementos como el fuego, la tierra, el viento y el agua) , la capacidad de cambiar las moléculas de objetos inanimados para permitir que las personas pasen a través de ellos, la capacidad de actuar como un pararrayos humano, visión remota, y (al máximo de su poder) la capacidad de detener e invertir el tiempo. Para activar estos poderes, generalmente se muestra a Isis recitando un canto rimado (el más frecuente es "¡Oh, vientos céfiros que soplan en lo alto, levántenme ahora para que pueda volar!"). El medallón que Andrea Thomas usa para transformarse en Isis también le da poderes aparentemente limitados incluso cuando no está en su forma de Isis, ya que se la muestra comunicándose telepáticamente con su cuervo mascota Tut y participando en un control mental menor incluso sin cambiar. También recibió habilidades superiores de combate cuerpo a cuerpo y con armas de la diosa.

#### Intereses amorosos
El interés amoroso de Andrea/Isis es el profesor Rick Mason (aunque esta relación es más implícita que explícita, los dos personajes simplemente se muestran en muchos episodios disfrutando de la compañía del otro: yendo de pícnic, montando a caballo e yendo a cenar juntos). Como en el ejemplo clásico de Lois Lane, Mason permanece ajeno a las similitudes físicas entre Andrea e Isis, más allá de algunas especulaciones ociosas en los primeros episodios. En un episodio ("The Seeing Eye Horse"), un personaje ciego se da cuenta de que Isis y Andrea tienen voces casi idénticas, pero por lo demás, la serie nunca exploró el dilema de la identidad secreta de manera seria. Durante la segunda temporada abreviada, se realizaron cambios cosméticos al personaje de Isis en términos de maquillaje y peinado.

#### Primera aparición en cómics
La primera aparición de Isis en los cómics fue en Shazam! # 25 (septiembre - octubre de 1976). Más tarde recibió su propio libro relacionado con la televisión el mes siguiente, titulado The Mighty Isis, que se publicó durante dos años y sobrevivió a la serie de televisión. Los ocho números a cargo de DC Comics comenzaron en octubre de 1976 y terminaron en enero de 1978; Los primeros números presentaban un logotipo especial de "DC TV". Todas las historias protagonizadas por el personaje de Andrea Thomas de la serie de televisión; el libro fue editado por Denny O'Neil, escrito por Jack C. Harris y la mayoría de los números ilustrados por Mike Vosburg (el primer número fue ilustrado por Ric Estrada y Wallace Wood). Aunque los primeros números se mantuvieron dentro del formato de la serie de televisión, los números posteriores cubrieron historias más allá del alcance del programa, como un arco argumental en el que Andrea abandonó su alter ego "humano" y cortó los lazos con sus amigos y familiares, lo que resultó en Rick Mason. revelando su amor por ella. Al igual que otros personajes de DC que se han reinventado, se puede suponer que esta versión de Isis, aunque no se menciona ni aparece en Crisis on Infinite Earths, se ha vuelto a configurar después de la miniserie de DC de 1985.

### Como una diosa dentro del Universo DC
En enero de 2002, DC Comics volvió a presentar a la diosa Isis como uno de los principales dioses adorados por la Amazona Bana-Mighdallian en el cómic Wonder Woman. Aunque la tribu Bana se presentó en 1989, sus dioses no se mostraron hasta 2002. Su presentación la mostraba con un vestido sin mangas blanco estándar y un tocado egipcio que contenía su símbolo de marca registrada. Más tarde, se representó a los diversos dioses del Amazonas seleccionando apariencias más modernas para sí mismos. Después de esto, se mostró a Isis vistiendo un traje de negocios negro con falda, cabello largo y negro y una gargantilla en el cuello que contenía un ankh.

### Adrianna Tomaz

#### 52
La superheroína Isis fue reintroducido en el Universo DC en el cómic semanal 52, en el número 3 (mayo de 2006). En esta serie, una mujer egipcia llamada Adrianna Tomaz (un homenaje al personaje de Andrea Thomas en el programa de televisión) es una refugiada esclavizada y traída a Black Adam como un regalo de Intergang junto con $2,000,000 en oro. Al liberarla y matar a los emisarios que se la habían traído, Black Adam descubrió que ella no tenía miedo y hablaba mucho sobre cómo podía cambiar su país para mejor.
Después de semanas de discusión durante las cuales Adrianna cambió la forma en que Adam miraba el mundo y lo inspiró a cometer actos más amables, Adam recuperó el amuleto mágico de Isis de la tumba de su esposa e hijos y le preguntó al Capitán Marvel, ahora el Guardián de la Roca de la Eternidad, para conferir su poder a Adrianna. El Amuleto de Isis había pertenecido hace mucho tiempo a otro de los campeones del mago Shazam, la reina faraona Hatshepsut de la Dinastía XVIII, quien lo había usado para traer la paz a su reino. Tras la muerte de Hatshepsut, el amuleto quedó inactivo.
Al sostener el amuleto y decir "Soy Isis", Adrianna se transformó y recibió los poderes de la diosa. Ella y Adam luego comenzaron a viajar por el Medio Oriente y liberar a los niños esclavizados, con la esperanza de encontrar al hermano secuestrado de Adrianna. En la semana 16 de la serie, Adam le propone matrimonio a Isis y le ofrece una joya que César le dio a Cleopatra; los casa el Capitán Marvel, quien invoca a los dioses de todos los universos y planetas. Intergang intenta sin éxito arruinar la boda con un terrorista suicida. Varios otros personajes de Shazam! asisten a la ceremonia, y Mary Marvel, Capitán Marvel Jr., Tawky Tawny y el Tío Dudley sirven como miembros de la fiesta de bodas. Isis es una influencia calmante para Black Adam, transformándolo de un dictador despiadado en una figura más benévola.
Esta encarnación de Isis tiene poderes similares a los de Black Adam. También puede curar heridas de casi cualquier gravedad. Ella tiene control sobre la naturaleza, relacionado con su estado de ánimo: la lluvia cae cuando está triste aunque esté adentro, las flores brotan cuando está feliz. Su primera transformación es provocada por la frase "Yo soy Isis", pero las transformaciones posteriores usan la frase "Oh Mighty Isis" en su lugar.
Adrianna finalmente localiza a su hermano Amon, quien ha sido torturado y lisiado por Whisper A'Daire por negarse a unirse a la religión del crimen de Intergang y por sus múltiples intentos de fuga. Isis evita que Black Adam se vengue de los miembros de Intergang. Isis no puede curar completamente las heridas de Amon porque son demasiado profundas y complejas. Black Adam le pide a Amon que diga su nombre; al hacerlo, Amon es golpeado por el rayo místico de Shazam y se transforma en Osiris. Reunida con su hermano, Isis decide cambiar el mundo empezando por China. Osiris la convence de cambiar también la percepción pública de la Familia Black Marvel. Isis convence a Black Adam para que se una a ellos en un desenmascaramiento público de sus identidades secretas y una declaración pública de sus buenas intenciones para el futuro. Black Marvels derrota al demonio Sabbac en Halloween cuando intenta sacrificar niños a Neron, aumentando aún más su popularidad. Durante una cena benéfica con la Sra. Sivana, Osiris se hace amigo de un cocodrilo humanoide, Sobek, que escapó del laboratorio de Sivana.
Amanda Waller no está convencida de las buenas intenciones de Black Marvels, y forma un nuevo Escuadrón Suicida. Ella envía al Persuaser a atacar a Isis con su hacha radioactiva. Osiris se apresura a ayudarla y corta al Persuasor por la mitad. Osiris está angustiado por la muerte no intencional e Isis lo aleja de la escena. La evidencia fotográfica del incidente pone a la opinión pública en contra de la familia Black Marvel. Osiris cree que sus poderes lo hacen malvado y culpa a Black Adam. Una serie de eventos calculados organizados por Intergang conducen a la muerte de Osiris a manos de Sobek. Las Maravillas Negras luchan contra los Cuatro Jinetes del Apocalipsis, manifestados en formas físicas controladas por Intergang y el Doctor Sivana.
Isis muere cuando se infecta con enfermedades del Jinete, Pestilencia, mientras defiende a Adán contra el Jinete, Muerte. Antes de morir, Isis le dice a Adam que se equivocó al tratar de cambiarlo y le ruega que vengue su muerte y la de Osiris. El camino de venganza de Adam instiga la Tercera Guerra Mundial. Varias semanas después, un individuo no identificado toma el amuleto de Isis; Adrianna parece estar atrapada en su interior.

#### Un año después
En Black Adam: The Dark Age, Adam (ahora bajo su título civil de "Teth-Adam") ingresa a Khandaq con un nombre falso y se lleva sus restos a pesar de un tiroteo en el que casi todos sus hombres mueren. En las montañas, se ve obligado a comerse a su sirviente Hassan, quien se ofrece a Black Adam. No se da cuenta de que ha dejado caer uno de sus dedos y su anillo en la tumba. Resucita a Isis usando el Pozo de Lázaro. Su resurrección es de corta duración, ya que Adam se ve obligado a matar a Isis nuevamente al ver que su nuevo cuerpo se pudre tan pronto como vuelve a la vida. Luego, sus huesos se transfieren a la torre del Doctor Fate, donde, con la ayuda de Félix Fausto, Adam los convierte en un conducto mágico para imbuirse de poderes divinos tomados del propio cadáver de Isis. Aparentemente, Isis todavía podría revivir, pero cada vez que Adam le quita el poder, sus huesos se vuelven más frágiles, poniendo en peligro un nuevo intento de resurrección. Fausto revela que es el amuleto de Isis el que puede revivirla, y que Mary Marvel y el Capitán Marvel Jr. lo partieron en cuatro partes y lo esparcieron por todo el mundo. Más tarde se revela que los fragmentos faltantes de su cuerpo, la razón por la cual el Pozo de Lázaro falló, estaban en poder de Atom-Smasher, quien los encontró cuando la Sociedad de la Justicia investigó la tumba. Conoce a Black Adam y se los da.
Finalmente, Black Adam logra encontrar las piezas del amuleto y lo reúne con el esqueleto ahora completo. Aparentemente, el hechizo fracasa, lo que resulta en un cadáver en descomposición y tambaleante. Se lleva a cabo una sesión de espiritismo en la que el espíritu de Isis jura odio eterno por su marido, antes de regresar a la muerte. Black Adam huye, cargado de culpa, vacío y rabia; entonces Fausto comienza el verdadero rito, habiendo mostrado a Black Adam el esqueleto de Ralph Dibny como una forma de ocultarle a la verdadera Isis y culpar a "su" condición podrida por el abuso de Black Adam de sus poderes ahora compartidos. Por lo tanto, Isis puede volver a la vida por completo, incluso si está atada a poderosos hechizos para agotar su voluntad y obligarla a una obediencia sin sentido. Ahora, una simple marioneta en manos de Faust, la magia de Isis se usa para liberarlo de su encarcelamiento en la torre de Fate al crear una entrada mágica a través de la pared de la torre. Felix Fausto luego la arrastra a un escondite, donde está fuertemente implícito que él agrede sexualmente a Isis paralizada.
Más tarde, Black Adam, todavía de luto por ella, encuentra una flor ensangrentada brotando en su santuario familiar. Él lo toma como una señal de que Isis está tratando de comunicarse con él, lo que se hace evidente cuando encuentra una colección más grande de flores con la forma del símbolo del rayo de Shazam, que apunta en la dirección en la que Adam debe ir para encontrarla. Finalmente, Black Adam encuentra a Isis y Felix Fausto, y Adam obliga a Fausto a liberar a Isis de su control. La Isis resucitada es mucho menos misericordiosa y perdonadora que antes, y castra a Fausto por su trato hacia ella. Reunidos, Isis y Adam viajan a la Roca de la Eternidad, donde destierran al Capitán Marvel de regreso a la Tierra como un impotente Billy Batson (Isis lo ha hecho retroceder usando un rayo mágico al decir Shazam de un libro de hechizos) y comienzan a poner en marcha un plan para "limpiar la Tierra" del mal a su manera, incluso reclutando a Mary Marvel para su cruzada. La Sociedad de la Justicia llega a la Roca de la Eternidad, buscando ayudar a Billy, solo para que Isis los ataque brutalmente, incluso arrojando a Jay Garrick a la niebla que cubre la Roca, de la cual no hay escapatoria. Durante el transcurso de la pelea, los combatientes terminan en Kahndaq, donde la gente alaba el regreso de Black Adam. Isis luego mata a varios de los seguidores, alegando que están contaminados por esta nueva Tierra. Black Adam intenta proteger a su gente, solo para ser atacado por Mary y Billy, quienes habían sido contaminados por el poder de Mary. En ese momento, Jay Garrick aparece con el espíritu del padre de Billy y Shazam, a quien el primero había ayudado a Jay a recuperarse de la Roca de la Finalidad. Adam está convencido de devolver su poder a Shazam para que el espíritu del mago pueda salvar a Isis de su corrupción. Shazam se libera de su forma de piedra. A su vez, Shazam toma el poder de Isis, Billy y Mary y transforma a Teth-Adam y Adrianna en estatuas. Algún tiempo después, una figura sombría se les aparece a las estatuas en un relámpago, queriendo que sean sus "campeones".

#### Brightest Day
Después de los eventos de la historia de Blackest Night, Osiris es resucitado por White Lantern Entity y regresa a Khandaq, prometiendo restaurar el reino a su antigua prosperidad. Osiris toma los cuerpos petrificados de Adán e Isis y vuela hacia un destino desconocido. A pesar de sus mejores esfuerzos, Osiris no puede devolver a Adam y Adrianna a sus estados de vida. Finalmente se alinea con Deathstroke y su nuevo equipo de Titanes después de que le dijeron que el mercenario puede ayudarlo a devolverle la vida a su familia. Tanto Adrianna como Teth-Adam están almacenados actualmente en la base de operaciones de Deathstroke, el Laberinto.
En última instancia, es revelado por la Entidad White Lantern que Osiris resucitó con el propósito expreso de salvar a Adrianna de su destino. Durante una batalla con un capo de la droga llamado Elijah, Osiris experimenta una visión de Isis después de quedarse dormido debido al villano Piscis. Le dicen que es culpable de su mano en el asesinato de Ryan Choi y que, para liberarla, tendrá que matar a más personas. Osiris electrocuta accidentalmente a Elijah después de despertar de su visión después de gritar 'Isis' y regresa a casa para descubrir que han aparecido más grietas en la estatua de Isis. Luego supone que fue la muerte de Elijah la que causó las grietas y afirma que, de hecho, tendrá que matar a más personas para liberar a Isis de su prisión. Luego mata a un guardia en Arkham Asylum usando su rayo canalizado diciendo 'Isis' nuevamente, aunque parece no disfrutar esta acción, diciendo 'Gran Ra, perdóname'. Después de matar a dos ladrones de bancos, Osiris se enfrenta a Freddy Freeman. De alguna manera, Osiris logra robar el poder de Freddy y dárselo a Isis. Sin embargo, las primeras palabras de Isis al reunirse con su hermano son "¿Qué me has hecho?". Pronto se revela que los asesinatos que Osiris cometió en su nombre corrompieron su alma, lo que provocó que cambiara al azar entre su personalidad amable y cariñosa y una insensible y cruel. Cuando se da la espalda a Osiris, Isis sale del Laberinto. Ella se vuelve loca, incapaz de evitar usar la naturaleza para tratar de destruir el mundo. Desesperada, intenta suicidarse con un rayo, pero Osiris la protege con su propio cuerpo. Cuando despiertan, Isis descubre que la corrupción la ha dejado, pero aún la siente dentro de Osiris y le preocupa.
Más tarde, fue revelado por la Entidad que Isis volvió a la vida porque ella es la que ayudará a la Cosa del Pantano.
Más tarde, Isis ayuda a su hermano Osiris a detener a los soldados Quraci que atacan Kahndaq. Isis se entera de que Osiris se ha vuelto más violento, matando a los soldados. Cuando la Liga de la Justicia ataca a los Titanes de Deathstroke, Isis los detiene y los obliga a abandonar Kahndaq de inmediato. Ella declara su gobierno de Kahndaq y retira al país de las Naciones Unidas, afirmando que proscribirán a los forasteros y no reconocerán más poder que el suyo propio, y que cualquier intrusión incitará a la Tercera Guerra Mundial. La única opción de la Liga de la Justicia es irse, y los Titanes de Deathstroke también se van. Isis luego le dice a Osiris que no es bienvenido en Kahndaq debido a su sed de sangre.

#### The New 52
En septiembre de 2011, The New 52 reinició la continuidad de DC. En esta nueva línea de tiempo, Adrianna Tomaz es una mujer joven que, al luchar específicamente contra el gobierno malvado de Khandaq, se opone a que su hermano Amon ingrese al grupo terrorista Los Hijos de Adam. Sin embargo, después de que las fuerzas de Khandaq lo matan y ella se ve obligada a resucitar a Black Adam, Adrianna decide seguir un camino de violencia, con una voz desconocida que dice que será elegida para ejercer el poder.

## Poderes y habilidades
Para cambiar de forma, Adrianna debe poder decir "Soy Isis", invocando así hechizos que involucran las energías del ser extradimensional una vez conocido como Isis en la Tierra. Este hechizo agrega casi cien libras de músculo y tejido divinos e impermeables a su cuerpo. Este hechizo parece ser únicamente vocal; no puede acceder a este hechizo si está amordazada o si tiene algún impedimento para hablar (la precisión de este hechizo es algo errática). Todo lo que Adrianna tiene que decir es "Soy Isis" y se transforma místicamente y se le infunden los poderes de la diosa. Más tarde se reveló que los poderes que Adrianna extrae de Isis son los más poderosos de los ocho dioses egipcios. Cuando Black Adam poseyó sus poderes, pudo luchar solo contra la mayoría de los superhéroes en la Tierra. Cuando Black Adam transfirió sus poderes y los de Isis a Mary Marvel, ella pudo resistir fácilmente los Omega Beams de Darkseid.
Después de transformarse, Adrianna/Isis adquiere habilidades físicas similares a las de su hermano, esposo y los otros Marvels. Ella es sobrehumanamente fuerte y es fácilmente capaz de levantar más de 100 toneladas, poniéndola al mismo nivel que Supergirl, Power Girl, Mary Marvel, Donna Troy, Big Barda y Wonder Woman. Isis también es increíblemente duradera y no puede ser dañada por la fuerza física a menos que el ser con el que está comprometida sea más fuerte que ella. Ella también es totalmente a prueba de balas y las armas blancas se estrellan contra su piel. Es sobrehumanamente rápida, capaz de moverse a velocidades superiores a Mach 10 en la Tierra. Isis también tiene reflejos y agilidad muy superiores en comparación con los humanos normales o incluso con otros superhumanos. También es capaz de volar místicamente por el aire a velocidades increíbles y puede viajar a través y alrededor del planeta en minutos. Al igual que las otras Marvels, Isis posee un inmenso grado de inteligencia sobrehumana, lo que le permite encontrar soluciones a problemas complicados rápidamente. A diferencia de las otras maravillas, los poderes de Isis se centran en el control de la naturaleza. Tiene control sobre el agua, el fuego, la tierra, el aire y la electricidad, y puede controlar el clima y la lava dentro de la Tierra. Estos poderes están ligados a sus emociones. Cuando lloraba, empezaba a llover y cuando se enfadaba, enormes rosas aplastaban los edificios a su alrededor. En pocas palabras, Isis es naturaleza y puede controlar todos sus aspectos. Además de su manipulación de materiales naturales, Isis posee el poder de la telequinesis, lo que le permite levantar objetos, disparar ráfagas de fuerza telequinética y crear escudos telequinéticos. Las energías divinas de Isis pueden curar casi cualquier herida que le hayan infligido con una velocidad sorprendente (aunque ya ha muerto antes). Usando un segundo amuleto, Isis puede lograr la clarividencia y puede ver los eventos que suceden en el presente en lugares remotos. Sin embargo, no puede usar este poder para ver el pasado o el futuro. Debido a su muerte y posterior resurrección, Isis tuvo algunos problemas para controlar sus poderes durante un tiempo. Dijo que esto se debía a que Nature la había considerado una asignatura fallida, pero desde entonces ha recuperado el control total.

## Otras versiones
En la línea de tiempo alternativa del evento Flashpoint, su hermano, Osiris, menciona a Isis, creyendo que ha sido asesinada por la guerra entre Atlantes y Amazonas. Se revela que Isis fue mantenida cautiva por el Forastero para que Black Adam vendiera al Forastero su país de origen, Khandaq. El Forastero luego le disparó a Black Adam y lo arrojó fuera de su tren, uniéndose a Isis como su trofeo/prisionero.

## En otros medios

### Televisión
- La superheroína Isis aparece en The Freedom Force, con la voz de Diane Pershing. Esta versión es miembro del equipo titular.
- Dos variaciones de Isis aparecen en un episodio homónimo de Smallville. La primera es Lois Lane (interpretada por Erica Durance) después de ser poseída por el Amuleto de Isis. Además, en el episodio aparece la egiptóloga y curadora del Museo Metropolis, "Adrianna", interpretada por Erica Cerra.[24]
- La diosa Isis aparece en Young Justice.
- Una variación de Adrianna Tomaz llamada Zari Tomaz aparece en Legends of Tomorrow, interpretada por Tala Ashe.[25] Esta versión es una hacker musulmana-estadounidense del año 2042 que posee aerokinesis a través del Air Totem.

### Cine
Adrianna Tomaz aparece en Black Adam, interpretada por Sarah Shahi. Esta versión es una arqueóloga y luchadora de la resistencia en Kahndaq controlado por Intergang. Al estar rodeada por soldados de Intergang, Adrianna lee las inscripciones en las rocas y libera a Teth-Adam de su encarcelamiento de 5000 años y le permite matar al personal de Intergang mientras permite que Adrianna escape con su hermano Karim y la corona, y también con Adam después de estar malherido. En la pelea entre Adam y la Sociedad de la Justicia, los une para salvar a su hijo Amon, quien fue capturado por su compañero Ishmael, quien resultó ser el líder militante de Intergang. Después de que Adam salvó a Amon de ser asesinado por Ishmael, descubre que su muerte le permitió renacer como el demonio Sabbac. Adrianna, Amon y Karim reúnen a la gente de Khandaq para luchar contra el ejército de esqueletos de Sabbac mientras Teth-Adam y la Sociedad de la Justicia derrotan a Sabbac.

### Videojuegos
- Isis aparece en DC Universe Online con la voz de Samantha Inoue-Harte. Esta versión murió en algún momento antes del juego antes de que Félix Fausto la resucite como zombi.
- Isis aparece en el final de Black Adam en Injustice: Dioses entre nosotros.
- Isis aparece en el final de Black Adam en Injustice 2.